# Battaglia di Merida
La battaglia di Mérida fu una delle prime battaglie della Guerra civile spagnola, quando i miliziani del Frente popular tentarono di battere i franchisti nella storica città di Merida, fallendo nel loro intento.
I nazionalisti cacciarono i repubblicani dalla città il 10 agosto 1936 e ne presero il controllo il giorno seguente. Ciò permise al generale Yagüe di battere la resistenza nella città di Badajoz, provocando un massacro tra i civili.

## L'avanzata dell'esercito dell'Africa
I ribelli del Bando nacional, comandati dal colonnello Asensio, si radunarono a Siviglia con l'aiuto degli italiani e dei tedeschi e il 2 agosto si diressero con dei camion messi a disposizione dal generale Quiepo. Il giorno successivo arrivò anche il comandante Castejón con una seconda colonna.
Asensio proseguì verso Nord battendo la fiera resistenza repubblicana il 6 agosto. Il giorno dopo i nazionalisti il villaggio di Almendralejo, compiendo un massacro che decimò la popolazione del borgo. I repubblicani arretrarono fino a Mérida.

## La battaglia
I repubblicani iniziarono a costruire delle trincee a sud di Mérida, lungo il fiume Guadiana, il 10 agosto. Assensio attaccò violentemente le trincee, ruppe le linee repubblicane e catturò la città. I repubblicani decisero di ritirarsi per evitare l'accerchiamento. Una volta entrati a Mérida, arrivò al comando della truppa il generale Yagüe.
Yagüe diresse le sue truppe verso Badajoz, insieme a Asensio e Castejón. A Mérida lascio il tenente colonnello Tella. L'11 agosto i repubblicani furono rafforzati da due contingenti della Guardia Civil e della Guardia de Asalto. I legionari di Tella, però, riuscirono a batterli definitivamente.